# باشگاه فوتبال گل‌گهر سیرجان
باشگاه فوتبال گل‌گهر سیرجان یک باشگاه فوتبال در شهر سیرجان، ایران است که در لیگ برتر خلیج فارس بازی می‌کند.
این باشگاه در سال ۱۳۷۶ بنیان‌گذاری شده و در روز سوم اردیبهشت ۹۸ برای اولین بار در تاریخ این باشگاه به لیگ برتر خلیج فارس صعود کرد. گل‌گهر سیرجان در مسابقات لیگ آزادگان فصل ۹۸–۱۳۹۷ قهرمان شد.

## پیشینه

### بنیان‌گذاری
بنیان این تیم برای اولین بار در سال ۱۳۶۶ با تشکیل تیم فوتبال کارگری و حضور در مسابقات شهرستان، ورزش در شرکت معدنی و صنعتی گل‌گهر کلید خورد، به دنبال آن با نظر مدیر عامل وقت شرکت، اکثر ورزشکاران تیم‌های مختلف شهرستان به عنوان نیروی کار، جذب شرکت گل‌گهر شدند. بدین ترتیب پس از تیم فوتبال، تیم‌های والیبال، کشتی، کاراته و غیره تأسیس و فعالیت آنها در واحدی موسوم به «امور ورزش» پیگیری می‌شد. بالاخره در سال ۱۳۷۶ با صدور مجوز از سوی اداره کل تربیت بدنی استان باشگاه فرهنگی ورزشی گل‌گهر فعالیت خود را آغاز نمود.

## ورزشگاه

### ورزشگاه شهید سلیمانی سیرجان
ورزشگاه شهید سلیمانی سیرجان، ورزشگاه اختصاصی باشگاه فوتبال گل‌گهر در بازی‌های خانگی است.

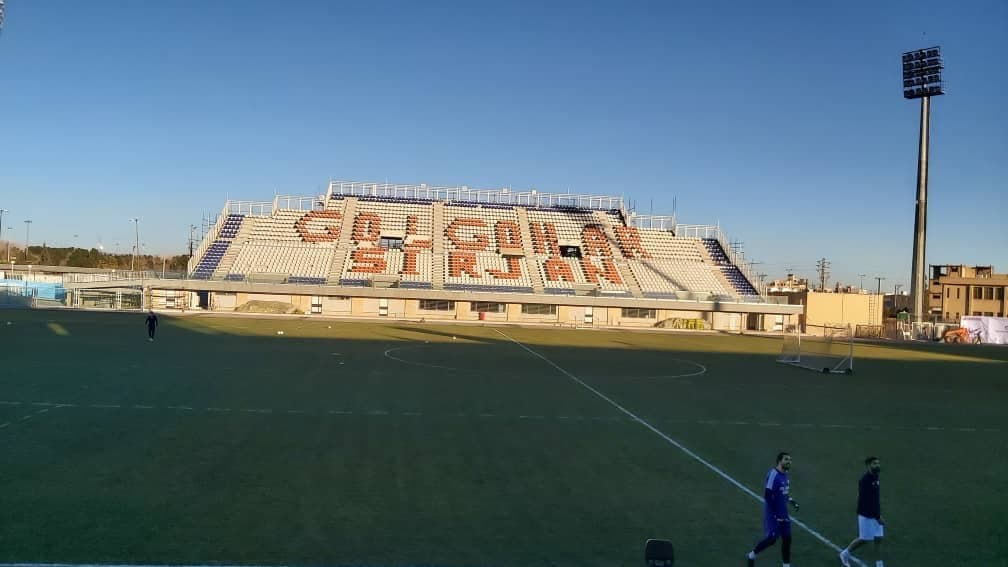
ورزشگاه شهید سلیمانی سیرجان

این ورزشگاه که ۸۰۰۰ نفر ظرفیت دارد همزمان با بازی تیم‌های باشگاه فوتبال گل‌گهر سیرجان و پرسپولیس تهران در ۳۰ بهمن ۱۳۹۹ افتتاح شده است.
مجموعه ورزشی گل‌گهر سیرجان شامل استادیوم و سایر امکانات ورزشی است که در شهر سیرجان واقع شده است. از امکانات آن می‌توان به استادیوم فوتبال، استخر سرپوشیده، سالن چندمنظوره سرپوشیده، کورت اسکواش، سالن کشتی و سالن ژیمناستیک اشاره کرد.

## مجموعه و کمپ ورزشی پیشرفته گهر پارک
کمپ ورزشی گهر پارک یکی از کمپ‌های بزرگ فوتبال خاورمیانه و از بهترین امکانات روز دنیا بهره می‌برد به گونه ای که برخی مربیان آن را با کمپ ورزشی اسپایر در قطر مقایسه می‌کنند. کمپ
ورزشی گهر پارک سیرجان با داشتن دو چمن طبیعی فوق‌العاده، چمن مصنوعی، امکانات اقامتی کم‌نظیر، کلینیک تخصصی پزشکی‌ ورزش (در حال ساخت) و امکانات گسترده گردشگری و تفریحی در غرب شهر سیرجان قرارگرفته است.

## آکادمی
در تاریخ ۱۷ تیر ۱۴۰۰ با حضور شهاب‌الدین عزیزی خادم، رئیس فدراسیون فوتبال ایران، آکادمی باشگاه گل‌گهر به بهره‌برداری رسید.

## بازیکنان

### بازیکنان کنونی
فهرست زیر، بازیکنان کنونی باشگاه فوتبال گل‌گهر سیرجان را نشان می‌دهد.
بروزرسانی:۱۱ تیر ۱۴۰۴
| شماره |           | نقش       | بازیکن               |
| ----- | --------- | --------- | -------------------- |
| ۱     | ایران     | دروازه‌بان | فرزین گروسیان        |
| ۲     | ایران     | مدافع     | مجتبی نجاریان        |
| ۳     | ایران     | مدافع     | امیر جعفری زیر ۲۳سال |
| ۴     | ایران     | هافبک     | علیرضا علیزاده       |
| ۵     | ایران     | مدافع     | سیاوش یزدانی         |
| ۶     | ایران     | مدافع     | امیر شبانی           |
| ۷     | ایران     | هافبک     | امید حامدی‌فر         |
| ۸     | ایران     | هافبک     | علی‌اصغر عاشوری       |
| ۹     | ایران     | مهاجم     | پیمان بابایی         |
| ۱۰    | ایران     | مدافع     | مهدی تیکدری          |
| ۱۱    | ایران     | مهاجم     | رضا جعفری            |
| ۱۲    | ایران     | دروازه‌بان | مهدی امینی           |
| ۱۳    | تاجیکستان | مهاجم     | همدانی کمالوف        |
| ۱۴    | ایران     | مدافع     | آرمان اکوان          |

| شماره |       | نقش       | بازیکن                  |
| ----- | ----- | --------- | ----------------------- |
| ۱۸    | ایران | هافبک     | علیرضا احسانی‌فر         |
| ۲۰    | ایران | هافبک     | مجید عیدی               |
| ۲۱    | ایران | مهاجم     | پوریا شهرآبادی          |
| ۲۲    | ایران | هافبک     | پویا پورعلی             |
| ۲۳    | ایران | هافبک     | علیرضا کاظمی            |
| ۲۵    | برزیل | دروازه‌بان | مارکوس میراندا          |
| ۲۶    | ایران | مدافع     | مسیح زاهدی              |
| ۶۴    | ایران | هافبک     | بنیامین علیپور          |
| ۷۰    | ایران | هافبک     | علی‌اصغر شیخ‌الاسلامی     |
| ۷۷    | ایران | هافبک     | محمدمهدی انصاری         |
| ۸۰    | ایران | هافبک     | علی حسین‌زاده            |
| ۸۸    | ایران | هافبک     | سیامک نعمتی             |
| ۹۰    | گابن  | مهاجم     | اریک باگناما            |
| ۹۹    | ایران | هافبک     | پوریا لطیفی‌فر زیر ۲۳سال |

### بازیکنان خارجی
فهرست بازیکنان خارجی باشگاه فوتبال گل‌گهر سیرجان شامل بازیکنانی می‌شود که با تابعیت غیر ایرانی برای باشگاه فوتبال گل‌گهر بازی کرده‌اند.
| فهرست بازیکنان خارجی باشگاه فوتبال گل‌گهر | فهرست بازیکنان خارجی باشگاه فوتبال گل‌گهر | فهرست بازیکنان خارجی باشگاه فوتبال گل‌گهر | فهرست بازیکنان خارجی باشگاه فوتبال گل‌گهر | فهرست بازیکنان خارجی باشگاه فوتبال گل‌گهر | فهرست بازیکنان خارجی باشگاه فوتبال گل‌گهر | فهرست بازیکنان خارجی باشگاه فوتبال گل‌گهر | فهرست بازیکنان خارجی باشگاه فوتبال گل‌گهر |
| #                                        | نام                                      | کشور                                     | پست                                      | دوران بازی                               | بازی                                     | گل                                       | پاس‌گل                                    |
| ---------------------------------------- | ---------------------------------------- | ---------------------------------------- | ---------------------------------------- | ---------------------------------------- | ---------------------------------------- | ---------------------------------------- | ---------------------------------------- |
| ۱                                        | ماکساتمیرات شامورادوف                    | ترکمنستان                                | دروازه‌بان                                | ۱۳۸۷–۱۳۸۸ و ۱۳۸۹–۱۳۹۰                    | ؟                                        | ۰                                        | ۰                                        |
| ۲                                        | ژونیور                                   | برزیل                                    | هافبک                                    | ۱۳۸۸–۱۳۸۹                                | ۵                                        | ۱                                        | ؟                                        |
| ۳                                        | زوران کوکوت                              | بوسنی و هرزگوین                          | مهاجم                                    | ۱۳۹۰–۱۳۹۱                                | ؟                                        | ؟                                        | ؟                                        |
| ۴                                        | ایگور لوزو                               | کرواسی                                   | مدافع                                    | ۱۳۹۰–۱۳۹۱                                | ؟                                        | ؟                                        | ؟                                        |
| ۵                                        | اوروش دلیچ                               | مونته‌نگرو                                | هافبک                                    | ۱۳۹۸                                     | ۰                                        | ۰                                        | ۰                                        |
| ۶                                        | کوین یانسن                               | هلند                                     | هافبک                                    | ۱۳۹۸                                     | ۶                                        | ۰                                        | ۰                                        |
| ۷                                        | گادوین منشأ                              | نیجریه                                   | مهاجم                                    | ۱۳۹۸–۱۴۰۰                                | ۴۵                                       | ۱۷                                       | ۳                                        |
| ۸                                        | جفرسون تاوارس داسیلوا                    | برزیل                                    | مهاجم                                    | ۱۳۹۸                                     | ۷                                        | ۰                                        | ۰                                        |
| ۹                                        | اریک باگناما                             | گابن                                     | مهاجم                                    | ۱۴۰۰–                                    | ۵۳                                       | ۳                                        | ۲                                        |
| ۱۰                                       | کیروس استنلی                             | برزیل                                    | مهاجم                                    | ۱۴۰۰–۱۴۰۲                                | ۴۱                                       | ۷                                        | ۴                                        |
| ۱۱                                       | وسکلی                                    | برزیل                                    | هافبک                                    | ۱۴۰۱–۱۴۰۲                                | ۱۶                                       | ۰                                        | ۱                                        |
| ۱۲                                       | روبرتو تورس                              | اسپانیا                                  | هافبک                                    | ۱۴۰۲–۱۴۰۳                                | ۲۴                                       | ۷                                        | ۸                                        |
| ۱۳                                       | میشل ته ورده                             | سورینام                                  | مهاجم                                    | ۱۴۰۲–۱۴۰۳                                | ۱۱                                       | ۰                                        | ۰                                        |
| ۱۴                                       | گوستاوو واگنین                           | برزیل                                    | مهاجم                                    | ۱۴۰۳–                                    | ۰                                        | ۰                                        | ۰                                        |
| ۱۵                                       | عثمان اندونگ                             | سنگال                                    | مدافع                                    | ۱۴۰۳–۱۴۰۴                                | ۲۷                                       | ۱                                        | ۰                                        |

- بازیکنانی که نامشان پررنگ نوشته شده است، سابقهٔ ملی در تیم ملی کشورشان را دارند.

## آمار

### بهترین گلزن هر فصل
| فصل       | بهترین گلزن     | تعداد گل |
| --------- | --------------- | -------- |
| ۱۳۹۳–۱۳۹۲ | مختار جمعه‌زاده  | ۱۵       |
| ۱۳۹۴–۱۳۹۳ | مختار جمعه‌زاده  | ۱۱       |
| ۱۳۹۵–۱۳۹۴ | احسان تأییدی    | ۵        |
| ۱۳۹۶–۱۳۹۵ | مهرداد آوخ      | ۱۱       |
| ۱۳۹۷–۱۳۹۶ | محمد غلامی      | ۴        |
| ۱۳۹۸–۱۳۹۷ | پیمان رنجبری    | ۱۵       |
| ۱۳۹۹–۱۳۹۸ | یونس شاکری      | ۶        |
| ۱۳۹۹–۱۳۹۸ | علیرضا ابراهیمی | ۶        |
| ۱۴۰۰–۱۳۹۹ | گادوین منشأ     | ۱۵       |
| ۱۴۰۱–۱۴۰۰ | سعید صادقی      | ۷        |
| ۱۴۰۲–۱۴۰۱ | رضا شکاری       | ۸        |
| ۱۴۰۳–۱۴۰۲ | سعید سحرخیزان   | ۱۰       |
| ۱۴۰۴–۱۴۰۳ | مهدی تیکدری     | ۷        |

- تعداد گل‌ها مربوط به تمام مسابقات است و فقط مربوط به لیگ داخلی نیست.

## عملکرد
| لیگ آزادگان | رتبه   | جام حذفی   | لیگ قهرمانان آسیا |
| ----------- | ------ | ---------- | ----------------- |
| ۱۳۹۰–۱۳۸۹   | ۷      | —          | —                 |
| ۱۳۹۱–۱۳۹۰   | ۹      | —          | —                 |
| ۱۳۹۲–۱۳۹۱   | ۵      | —          | —                 |
| ۱۳۹۳–۱۳۹۲   | ۷      | —          | —                 |
| ۱۳۹۴–۱۳۹۳   | ۷      | ۱/۴ نهایی  | —                 |
| ۱۳۹۵–۱۳۹۴   | ۱۲     | —          | —                 |
| ۱۳۹۶–۱۳۹۵   | ۳      | —          | —                 |
| ۱۳۹۷–۱۳۹۶   | ۷      | ۱/۱۶ نهایی | —                 |
| ۱۳۹۸–۱۳۹۷   | قهرمان | —          | —                 |
| لیگ برتر    | رتبه   | جام حذفی   | —                 |
| ۱۳۹۹–۱۳۹۸   | ۱۰     | ۱/۱۶ نهایی | —                 |
| ۱۴۰۰–۱۳۹۹   | ۵      | نیمه نهایی | —                 |
| ۱۴۰۱–۱۴۰۰   | ۴      | ۱/۸ نهایی  | —                 |
| ۱۴۰۲–۱۴۰۱   | ۶      | ۱/۴ نهایی  | —                 |
| ۱۴۰۳–۱۴۰۲   | ۹      | نیمه نهایی | —                 |
| ۱۴۰۴–۱۴۰۳   | ۵      | نیمه نهایی | —                 |
| ۱۴۰۵–۱۴۰۴   | –      | –          | —                 |

## مربیان

### کادرفنی
| کادر فنی باشگاه گل‌گهر | کادر فنی باشگاه گل‌گهر |
| سمت                   | نام                   |
| --------------------- | --------------------- |
| سرمربی                | مهدی تارتار           |
| مربی                  | بلدار کولا            |
| مربی                  | هادی عقیلی            |
| مربی بدنساز           | استاوروس پانتلیدیس    |
| مربی آکادمی           | عباس چمنیان           |

## حذف از لیگ قهرمانان آسیا
با اعلام کنفدراسیون فوتبال آسیا در دی ۱۴۰۰، باشگاه فوتبال گل‌گهر که پس از حذف تیم‌های پرسپولیس و استقلال از لیگ قهرمانان آسیا به دلیل نقص مدارک در تلاش بود جایگزین این دو تیم در لیگ قهرمانان آسیا گردد، اما به دلیل نداشتن مجوز حرفه‌ای مطابق بندهای ۱۴٫۴ و ۱۴٫۵ اساسنامه صدور مجوز حرفه‌ای برای باشگاه‌ها، از شرکت در رقابت‌های لیگ قهرمانان آسیا ۲۰۲۲ محروم شد.

## افتخارات
- لیگ آزادگان

 قهرمان (۱): ۱۳۹۸–۱۳۹۷